# Dromeosaure
El dromeosaure (Dromaeosaurus, "llangardaix corredor") és un gènere de dinosaure teròpode que va viure al Cretaci superior, fa entre 76,5 i 74,8 milions d'anys. Les seves restes fòssils s'han trobat a l'oest dels Estats Units i a Alberta, Canadà.